# Hiroki Muto
Hiroki Muto (en japonés: 武藤弘樹, Muto Hiroki; 26 de junio de 1997) es un deportista japonés que compite en tiro con arco, en la modalidad de arco recurvo.
Participó en los Juegos Olímpicos de Tokio 2020, obteniendo una medalla de bronce en la prueba por equipo (junto con Takaharu Furukawa y Yuki Kawata).

## Palmarés internacional
| Juegos Olímpicos | Juegos Olímpicos | Juegos Olímpicos  | Juegos Olímpicos |
| Año              | Lugar            | Medalla           | Prueba           |
| ---------------- | ---------------- | ----------------- | ---------------- |
| 2020             | Tokio (Japón)    | Medalla de bronce | Equipo           |